# Leptomelanosoma
Leptomelanosoma is een monotypisch geslacht van straalvinnige vissen uit de familie van draadvinnigen (Polynemidae). Het geslacht is voor het eerst wetenschappelijk beschreven in 2001 door Motomura & Iwatsuki.

## Soort
- Leptomelanosoma indicum (Shaw, 1804)